# Andrew Morton
Pour les articles homonymes, voir Morton.
Andrew Keith Paul Morton est un développeur du noyau Linux aux côtés de Linus Torvalds et Alan Cox.
Il est salarié de Google et a été nommé mainteneur de la branche -mm du noyau Linux 2.6. Cette branche -mm permet de tester et d'éprouver des fonctionnalités avant de les intégrer dans la branche officielle du noyau, maintenue par Linus Torvalds.
En 2001, Andrew Morton et sa famille ont déménagé de Wollongong pour Palo Alto.
En juillet 2003, Morton a rejoint l'Open Source Development Labs avec l'accord de son employeur de l'époque, Digeo Inc (fabricant de Moxi). L'OSDL a soutenu Morton, dans son effort de développement du noyau Linux.
Andrew Morton a participé en 2004 à une conférence de l'Ottawa Linux Symposium.
En août 2006, Morton a été embauché par Google, mais il continue son travail actuel sur le noyau Linux. 
Il est également un expert participant comme témoin dans le procès qui oppose SCO et IBM sur le problème d'éventuels copyrights Unix dans le noyau Linux. 